# Dries Mertens
Dries Mertens (født 6. maj 1987 i Leuven, Belgien) er en tidligere belgisk fodboldspiller.
Mertens har tidligere spillet i sit hjemland hos KAA Gent og Eendracht Aalst, samt i Holland for AGOVV, FC Utrecht og PSV Eindhoven. Med PSV vandt han i 2012 den hollandske pokalturnering. Med Napoli var han i 2014 med til at vinde Coppa Italia samt Supercoppa.

## Landshold
Mertens står (pr. april 2018) noteret for 107 kampe og 21 scoringer for det belgiske landshold. Han debuterede for belgierne den 9. februar 2011 i en venskabskamp mod Finland. Inden da havde han også spillet for adskillige af de belgiske ungdomslandshold.
Mertens var en del af den belgiske trup til VM i 2014 i Brasilien, EM i 2016 i Frankrig og VM i 2018 i Rusland.

## Titler
KNVB Cup
- 2012 med PSV

Hollands Super Cup
- 2012 med PSV

Coppa Italia
- 2014 med Napoli

### Supercoppa italiana di calcio
- 2014 med Napoli